# Reticulofilosa
Reticulofilosa es un subfilo de protistas del filo Cercozoa que comprende las algas cloraracneas así como seudoheliozoos. Se subdivide en tres clases: Chlorarachnea incluye unas extrañas amebas que forman una red reticulada y que se caracterizan por la presencia de cloroplastos presuntamente obtenidos por la endosimbiosis secundaria de un alga verde. Granofilosea comprende organismos similares a heliozoos que capturan presas mediante reticulopodios muy finos, ramificados o no, o bien axopodios radiados, a veces ramificados. Por último, Skiomonadea comprende actualmente únicamente el género Tremula, organismos biflagelados heterótrofos y fagotrofos con largos flagelos anterior y posterior que utilizan para deslizarse sobre el sustrato.